# Караман
Караман (тур. Karaman) је град у Турској у вилајету Караман. Према процени из 2009. у граду је живело 131.575 становника.

## Становништво
Према процени, у граду је 2009. живело 131.575 становника.
| 1990.  | 2000.   |
| ------ | ------- |
| 76.525 | 105.384 |